# Helene Glundholt
Helene Flensborg Glundholt (født 4. februar 1995 i Horsens) er uddannet grafisk tekniker og var fra 2016 til 2018 formand for Erhvervsskolernes ElevOrganisation.
Helene er blevet kendt for at deltage i debatten om erhvervsuddannelser, uddannelsessnobberi og arbejdsmarkedet  Efterfølgende har hun medvirket i bogen "De Frafaldne", hvor hun fortæller om sin vej i uddannelsessystemet. , og været danmarks ambassadør til European Vocational Skills Week i år 2017. Hun skriver jævnligt debatindlæg om unges og erhvervsskoleelevers hverdag. 
Helene startede sit engagement som elevrådsmedlem på TECHCOLLEGE, og har sidenhen fortsat det i Erhvervsskolernes ElevOrganisation. Hun tiltrådte som formand i år 2016, efter et år som kasserer. Hun har inden da været formand for Erhvervsskolernes ElevOrganisation region Nord.